# Le Thuit-Simer
Le Thuit-Simer foi uma antiga comuna francesa na região administrativa da Normandia, no departamento de Eure. Estendia-se por uma área de 2,74 km². Em 2010 a comuna tinha 417 habitantes (densidade: 152,2 hab./km²).
Em 1 de janeiro de 2016, passou a formar parte da nova comuna de Le Thuit-de-l'Oison.